# Stara Wieś (Ublinek)
Stara Wieś – część wsi Ublinek w Polsce położona w województwie świętokrzyskim, w powiecie opatowskim, w gminie Lipnik.
W latach 1975–1998 Stara Wieś administracyjnie należała do województwa tarnobrzeskiego.